# Dion Malone
Dion Malone (Paramaribo, 13 febbraio 1989) è un calciatore surinamese, difensore del Karmiōtissa e della nazionale surinamese.

## Caratteristiche tecniche
È un terzino destro.

## Carriera

### Club
Dal 2008 al 2012 ha giocato in Eerste Divisie (la seconda serie olandese) con l'Almere City; ha esordito fra i professionisti il 6 marzo 2009 in occasione del match perso 2-1 contro il MVV.
Nella stagione 2012-2013 ha giocato 26 partite in Eredivisie con l'ADO Den Haag, squadra con cui ha poi giocato nella prima divisione olandese fino al termine della stagione 2016-2017, per un totale di 119 presenze e 5 reti in questa categoria.
Nella stagione 2017-2018 ha giocato in Azerbaigian con la maglia del Qəbələ.
Il 27 luglio 2018 ha fatto ritorno all'ADO Den Haag.

### Nazionale
Nel 2021 viene convocato per la CONCACAF Gold Cup.

## Statistiche

### Cronologia presenze e reti in nazionale
| Cronologia completa delle presenze e delle reti in nazionale ― Suriname | Cronologia completa delle presenze e delle reti in nazionale ― Suriname | Cronologia completa delle presenze e delle reti in nazionale ― Suriname | Cronologia completa delle presenze e delle reti in nazionale ― Suriname | Cronologia completa delle presenze e delle reti in nazionale ― Suriname | Cronologia completa delle presenze e delle reti in nazionale ― Suriname | Cronologia completa delle presenze e delle reti in nazionale ― Suriname | Cronologia completa delle presenze e delle reti in nazionale ― Suriname |
| Data                                                                    | Città                                                                   | In casa                                                                 | Risultato                                                               | Ospiti                                                                  | Competizione                                                            | Reti                                                                    | Note                                                                    |
| ----------------------------------------------------------------------- | ----------------------------------------------------------------------- | ----------------------------------------------------------------------- | ----------------------------------------------------------------------- | ----------------------------------------------------------------------- | ----------------------------------------------------------------------- | ----------------------------------------------------------------------- | ----------------------------------------------------------------------- |
| 24-3-2021                                                               | Paramaribo                                                              | Suriname                                                                | 3 – 0                                                                   | Isole Cayman                                                            | Qual. Mondiali 2022                                                     | -                                                                       | 65’                                                                     |
| 28-3-2021                                                               | Bradenton                                                               | Aruba                                                                   | 0 – 6                                                                   | Suriname                                                                | Qual. Mondiali 2022                                                     | -                                                                       | 45’                                                                     |
| 9-6-2021                                                                | Bridgeview                                                              | Canada                                                                  | 4 – 0                                                                   | Suriname                                                                | Qual. Mondiali 2022                                                     | -                                                                       | 63’                                                                     |
| 13-7-2021                                                               | Orlando                                                                 | Giamaica                                                                | 2 – 0                                                                   | Suriname                                                                | Gold Cup 2021                                                           | -                                                                       |                                                                         |
| 17-7-2021                                                               | Orlando                                                                 | Suriname                                                                | 1 – 2                                                                   | Costa Rica                                                              | Gold Cup 2021                                                           | -                                                                       |                                                                         |
| 21-7-2021                                                               | Houston                                                                 | Suriname                                                                | 2 – 1                                                                   | Guadalupa                                                               | Gold Cup 2021                                                           | -                                                                       |                                                                         |
| 28-1-2022                                                               | Paramaribo                                                              | Suriname                                                                | 1 – 0                                                                   | Barbados                                                                | Amichevole                                                              | -                                                                       |                                                                         |
| 1-2-2022                                                                | Paramaribo                                                              | Suriname                                                                | 2 – 1                                                                   | Guyana                                                                  | Amichevole                                                              | -                                                                       |                                                                         |
| 27-3-2022                                                               | Thanyaburi                                                              | Thailandia                                                              | 1 – 0                                                                   | Suriname                                                                | Amichevole                                                              | -                                                                       | 89’                                                                     |
| 5-6-2022                                                                | Paramaribo                                                              | Suriname                                                                | 1 – 1                                                                   | Giamaica                                                                | CONCACAF Nations League 2022-2023 - 1º turno                            | -                                                                       |                                                                         |
| 8-6-2022                                                                | Kingston                                                                | Giamaica                                                                | 3 – 1                                                                   | Suriname                                                                | CONCACAF Nations League 2022-2023 - 1º turno                            | -                                                                       |                                                                         |
| 12-6-2022                                                               | Torreón                                                                 | Messico                                                                 | 3 – 0                                                                   | Suriname                                                                | CONCACAF Nations League 2022-2023 - 1º turno                            | -                                                                       |                                                                         |
| 22-9-2022                                                               | Almere                                                                  | Suriname                                                                | 2 – 1                                                                   | Nicaragua                                                               | Amichevole                                                              | -                                                                       | 57’                                                                     |
| 24-3-2023                                                               | Paramaribo                                                              | Suriname                                                                | 0 – 2                                                                   | Messico                                                                 | CONCACAF Nations League 2022-2023 - 1º turno                            | -                                                                       |                                                                         |
| 12-10-2023                                                              | Paramaribo                                                              | Suriname                                                                | 1 – 1                                                                   | Haiti                                                                   | CONCACAF Nations League 2023-2024 - 1º turno                            | -                                                                       | 82’                                                                     |
| 15-10-2023                                                              | Paramaribo                                                              | Suriname                                                                | 4 – 0                                                                   | Grenada                                                                 | CONCACAF Nations League 2023-2024 - 1º turno                            | -                                                                       |                                                                         |
| 24-3-2024                                                               | Almere                                                                  | Suriname                                                                | 1 – 1                                                                   | Martinica                                                               | Amichevole                                                              | -                                                                       | 69’                                                                     |
| 11-10-2024                                                              | Paramaribo                                                              | Suriname                                                                | 1 – 1                                                                   | Costa Rica                                                              | CONCACAF Nations League 2024-2025 - 1º turno                            | -                                                                       |                                                                         |
| 15-10-2024                                                              | Paramaribo                                                              | Suriname                                                                | 5 – 1                                                                   | Guyana                                                                  | CONCACAF Nations League 2024-2025 - 1º turno                            | -                                                                       |                                                                         |
| 15-11-2024                                                              | Paramaribo                                                              | Suriname                                                                | 0 – 1                                                                   | Canada                                                                  | CONCACAF Nations League 2024-2025 - Quarti di finale                    | -                                                                       | 85’                                                                     |
| 19-11-2024                                                              | Toronto                                                                 | Canada                                                                  | 3 – 0                                                                   | Suriname                                                                | CONCACAF Nations League 2024-2025 - Quarti di finale                    | -                                                                       |                                                                         |
| 21-3-2025                                                               | Paramaribo                                                              | Suriname                                                                | 1 – 0                                                                   | Martinica                                                               | Qual. Gold Cup 2025                                                     | -                                                                       | Cap. 74’                                                                |
| 25-3-2025                                                               | Fort-de-France                                                          | Martinica                                                               | 0 – 1                                                                   | Suriname                                                                | Qual. Gold Cup 2025                                                     | -                                                                       | Cap.                                                                    |
| 6-6-2025                                                                | Paramaribo                                                              | Suriname                                                                | 1 – 0                                                                   | Porto Rico                                                              | Qual. Mondiali 2026                                                     | -                                                                       | Cap. 66’                                                                |
| 10-6-2025                                                               | San Salvador                                                            | El Salvador                                                             | 1 – 1                                                                   | Suriname                                                                | Qual. Mondiali 2026                                                     | -                                                                       | 67’                                                                     |
| 15-6-2025                                                               | San Diego                                                               | Costa Rica                                                              | 4 – 3                                                                   | Suriname                                                                | Gold Cup 2025 - 1° turno                                                | -                                                                       | Cap. 84’                                                                |
| 18-6-2025                                                               | Arlington                                                               | Suriname                                                                | 0 – 2                                                                   | Messico                                                                 | Gold Cup 2025 - 1° turno                                                | -                                                                       | Cap. 65’                                                                |
| 22-6-2025                                                               | Arlington                                                               | Rep. Dominicana                                                         | 0 – 0                                                                   | Suriname                                                                | Gold Cup 2025 - 1° turno                                                | -                                                                       | 90’                                                                     |
| Totale                                                                  |                                                                         | Presenze                                                                | 28                                                                      |                                                                         | Reti                                                                    | 0                                                                       |                                                                         |